# Georgien i Eurovision Song Contest 2016

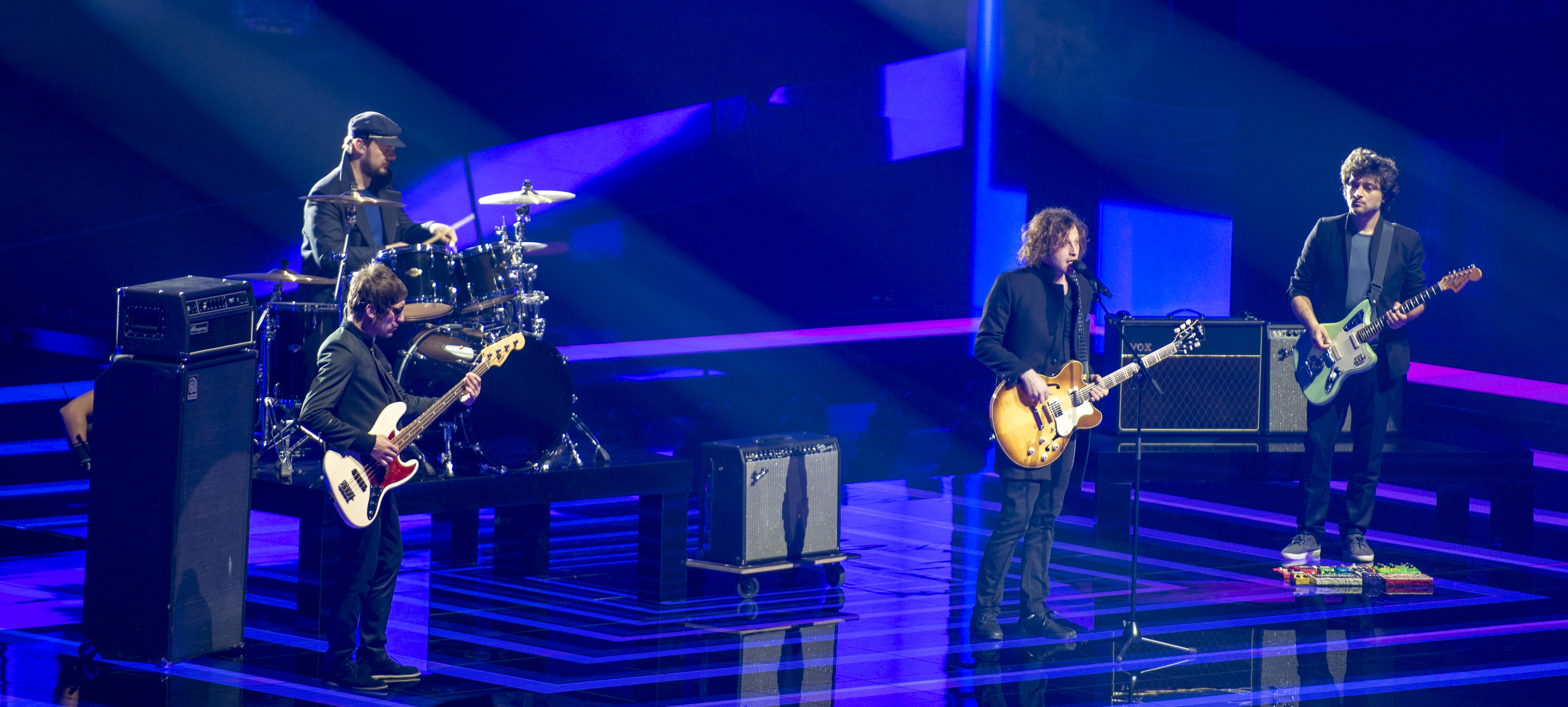

Georgien deltog i Eurovision Song Contest 2016 i Stockholm, Sverige. Nika Kocharov & Young Georgian Lolitaz med låten "Midnight Gold" representerade landet.

## Bakgrund
GPB bekräftade sitt deltagande den 15 september 2015.

## Internval
Den 15 december 2015 hölls en presskonferens där det meddelades att man internt har valt Nika Kocharov och Young georgian Lolitaz att representera Georgien i Stockholm. Under presskonferensen meddelade GPB att en offentlig låtansökning skulle öppnas från 15 december 2015 till den 8 januari 2016. Programföretaget söker låtar som passar stilen på de utvalda musikerna: melodisk sångstruktur med inslag av alternativ indierock och elektroniska beats, syntar och/eller samplingar samt klubb- och post-discodansmusik. De fem bidrag som valdes ut framförde i en tv-show där röster från en internationell jury och en offentlig telefonröstning avgör den vinnande låten. 
Christer Björkman fanns med i den internationella juryn.

## Finalen (låtvalet)
Låtarna presenterades för allmänheten 3 februari 2016 via GPB programmet Communicatori. En offentlig telefonröstning var öppen mellan 4 och 15 februari 2016. Den 15 februari meddelades den vinnande låten på TV-programmet Communicatori där rösterna från en internationell jury kombinerades med resultaten från den offentliga telefonröstningen.
| Nr | Låt                | Kompositör                | Placering |
| -- | ------------------ | ------------------------- | --------- |
| 1  | "Midnight Gold"    | Kote Kalandadze           | 1         |
| 2  | "Pain in My Heart" | Giorgi Sikharulidze       | 5         |
| 3  | "Right or Wrong"   | Sandro Sulakvelidze       | 3         |
| 4  | "Sugar and Milk"   | Gia Iashvili              | 2         |
| 5  | "We Agree"         | Nika Kocharov, Vazha Marr | 4         |

## Under Eurovision
Georgien deltog i SF2 där man lyckades nå finalen. I finalen placerade man sig på 20:e plats med 104 poäng.